# Banaras Hindu University
La Banaras Hindu University, o BHU, (in hindī काशी हिन्दू विश्वविद्यालय, Kāśī Hindū Viśvavidyālaya) è un'università statale indiana situata a Varanasi. Fondata nel 1916 da Madan Mohan Malviya, è una delle università con strutture residenziali più grandi dell'Asia.
L'università è composta da 4 istituti, 11 facoltà e 140 dipartimenti; il numero complessivo degli studenti iscritti raggiunge 20.000 unità.
Molte facoltà della BHU, tra cui ingegneria, scienze, giornalismo e comunicazione, performance art, linguistica, giurisprudenza, scienze manageriali e medicina, sono classificate tra le migliori d'India.

## Campus

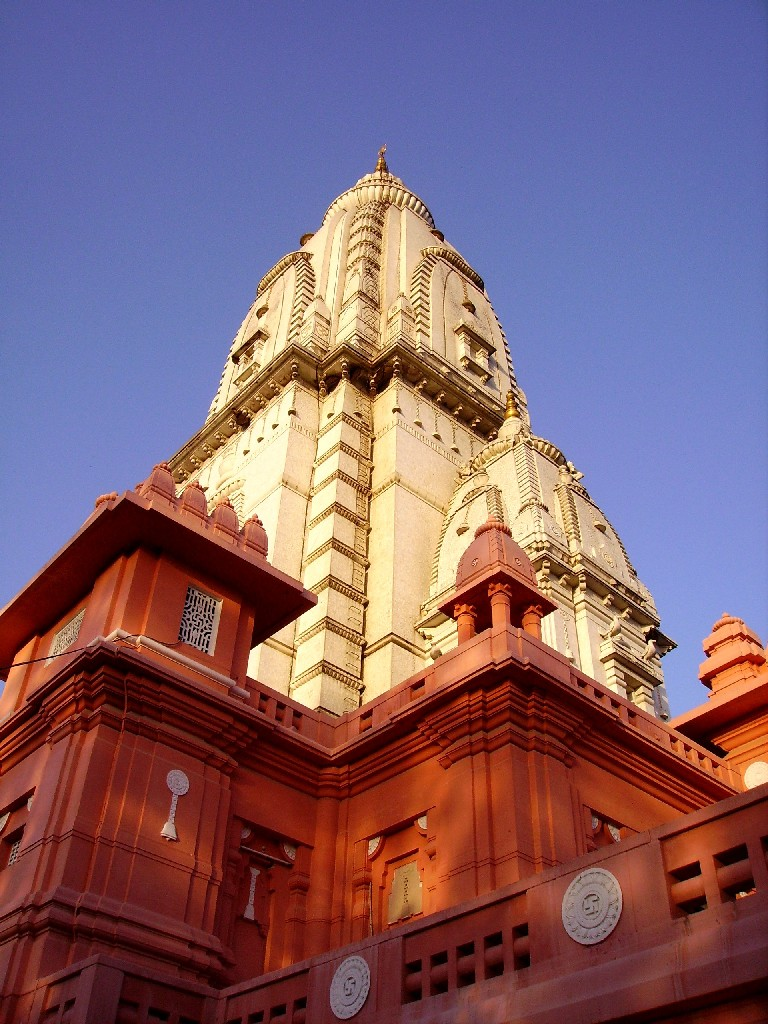
Tempio Vishwanath, situato nel campus principale

La BHU dispone di due campus: il principale, il BHU Campus, si espande per oltre 5,3 m² e si trova a circa 60 km dalla città; il secondo, il South Campus, si espande per 11 m² ed è situato nel distretto di Mirzapur.

### Il campus principale
Il BHU Campus, dalla forma simile a quella di un semicerchio, dispone di una sessantina di strutture residenziali capaci di ospitare più di 12.000 studenti e di una trentina di biblioteche; la principale, la  Sayaji Rao Gaekwad Library, contiene più di 1 milione di volumi (dato risalente al 2011). La sua edificazione è stata completata nel 1941 ed è stata finanziata dal maharaja Sayaji Rao Gaekwad III. Inoltre, nel campus è presente l'ospedale Sir Sunderlal, dove gli studenti effettuano tirocini; con più di 900 posti letto, è l'ospedale più grande della zona.
L'edificio principale del campus è il tempio Vishwanath, alto 77 m.

## Le facoltà e gli istituti

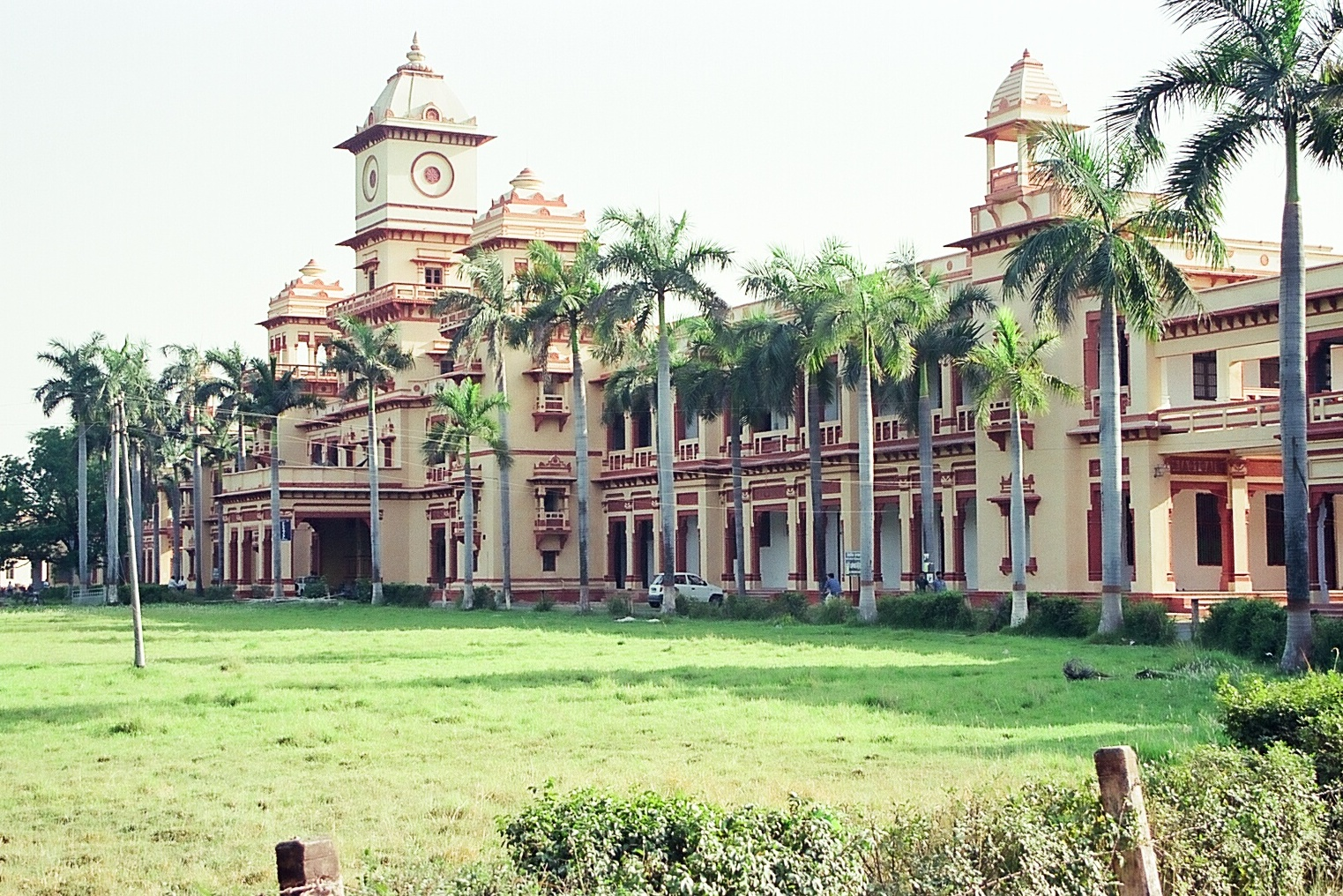
Dipartimento di Ingegneria Elettrica

## Le facoltà e gli istituti[4]

### Facoltà
- Arti
- Arti visuali
- Commercio
- Giurisprudenza
- Mahaila Maha Vidyalaya
- Sanscrito
- Scienze manageriali
- Performance art
- Scienze
- Scienze della formazione
- Scienze sociali

### Istituti
- Istituto di ambiente e sviluppo sostenibile
- Istituto di scienze agrarie
- Istituto di scienze mediche
- Istituto indiano di tecnologia